# USS LST-848
O USS LST-848 foi um navio de guerra norte-americano da classe LST que operou durante a Segunda Guerra Mundial.